# Synodische periode
De synodische periode van een hemellichaam is de gemiddelde periode die dat hemellichaam nodig heeft om, gezien vanaf de Aarde, weer in dezelfde positie in zijn baan te komen ten opzichte van de Zon. De synodische periode van een buitenplaneet is de gemiddelde tijd tussen twee conjuncties of opposities, die van een binnenplaneet is de periode tussen twee bovenconjuncties of benedenconjuncties. De synodische periode van een planeet is niet gelijk aan de omlooptijd of siderische periode, omdat de Aarde zelf ook verder beweegt in haar baan.